# هدف آسان
هدف آسان (به انگلیسی: Turkey Shoot) یک فیلم اکشن و علمی-تخیلی محصول سال ۲۰۱۴ سینمای استرالیا به کارگردانی جان هیت و نویسندگی مشترک هیت و بلیندا مک کلوری است. این فیلم که در استرالیا فیلمبرداری شده‌است، دامینیک پرسل، ویوا بیانکا، روبرت تیلور و مک کلوری در این فیلم به ایفای نقش پرداخته‌اند. این فیلم با الهام از فیلمی به همین نام در سال ۱۹۸۲ به کارگردانی برایان ترنچارد-اسمیت ساخته شده‌است.
اصطلاح کلمه Turkey shootدر لغت به معنی شکار بوقلمون ولی در اصطلاح عامیانه فرصتی برای یک فرد است تا از یک موقعیت با درجه سهولت قابل توجهی استفاده کند. این اصطلاح احتمالاً از روشی برای شکار بوقلمون‌های وحشی سرچشمه می‌گیرد که در آن شکارچی، با برخورد به گله‌ای، عمداً آنها را پراکنده می‌کند. هنگامی که گله پراکنده شد، شکارچی راه می‌افتد و منتظر می‌ماند، زیرا گله پراکنده به صورت جداگانه به آن نقطه بازمی‌گردد و آنها را به یک هدف آسان برای شکار تبدیل می‌کند.

## پاسخ انتقادی
این فیلم نقدهای منفی از سوی منتقدان و مخاطبان دریافت کرد.

## داستان
در میان کشتار غیرنظامیان در منطقه جنگی، دریادار تایلر ریک که رسوایی به بار آورده‌است در زندانی امنیتی به‌طور مادام العمر زندانی می‌شود تا وقتی که فرصتی به او داده می‌شود تا آزادیش را به قیمت جانش بخرد و …

## تولید
فیلمبرداری در ۵ فوریه ۲۰۱۴ در ملبورن آغاز شد.